# キンメペンギン
キンメペンギン （学名：Megadyptes antipodes、金目企鵝）は、ペンギン目ペンギン科に分類される鳥類。現生種では本種のみで Megadyptes 属を構成する。別名キガシラペンギン（黄頭企鵝）、グランドペンギン、ホイホ (hoiho)。学名 Megadyptes antipodes は「対蹠地（ニュージーランド）の大きな潜水者」を意味する。

## 分布
ニュージーランド（南島南東部、スチュアート島および亜南極諸島（キャンベル島、オークランド諸島）に生息。ダニーデン郊外のオタゴ半島の営巣地が有名。

## 形態
全長66–78 cm（個体によっては80 cmを超えるものもある）。体重5–8 kg。頭部から頸部の羽衣は黄色で、黒い横縞が入る。嘴基部から眼を通り後頭にかけて太く黄色い筋模様が入る。上面の羽衣は青灰色、下面の羽衣は白い。
虹彩は明黄色。嘴は淡黄色で、先端が赤褐色。後肢はピンク色。卵の殻は緑白色。

## 生態
食性は動物食で、魚類、イカなどを食べる。主に昼間に海岸から15 km沖に移動して採食し、また水深100 m にある網にかかった例もある。群れではなく単独で採餌を行う。消化が早いため繁殖期では手当たり次第に餌を採って腹を満たしたら急いで巣に戻ってヒナに餌をやる。
繁殖形態は卵生。集団繁殖地（コロニー）は形成しない。9–10月に密生した茂みの中にある地面の窪みに2個の卵を産む。雌雄交代で抱卵し、抱卵期間は39–51日。雛は孵化してから14週間で巣立つ。オスは生後3–5年、メスは生後2–3年で性成熟する。
天敵はアシカ、サメ、オニカマスなど。ヒナはノラネコやフェレット、オコジョ、ドブネズミなどに捕食されることもある。
寿命はオスが約11年、メスが約9年

## 人間との関係
キンメペンギンは現在のニュージーランドアシカ同様、南島に土着した生物ではなく、より小型の近縁種であるワイタハペンギンが、ジャイアントモアやハーストイーグルと同様にマオリ人の到来によって1500年代に絶滅した後、亜南極諸島から到来してニッチしたと考えられている。
生息地の破壊、人為的に移入されたイヌやネコ、オコジョ、フェレットによる捕食などによって生息数が減少したほか、漁業や観光による生息数への影響もあると考えられている。またアシカ猟の禁止が被捕食者である本種の減少に繋がっている。政府機関やキンメペンギン・トラストによる調査や生息数の推定、保護活動などが進められている。1997年における繁殖個体数は、2260–2420ペアと推定されている。